# Варзов (Штралендорф)
Варзов (нім. Warsow) — громада в Німеччині, розташована в землі Мекленбург-Передня Померанія. Входить до складу району Людвігслуст-Пархім. Складова частина об'єднання громад Штралендорф.
Площа — 14,89 км2. Населення становить 676 ос. (станом на 31 грудня 2020).

## Галерея

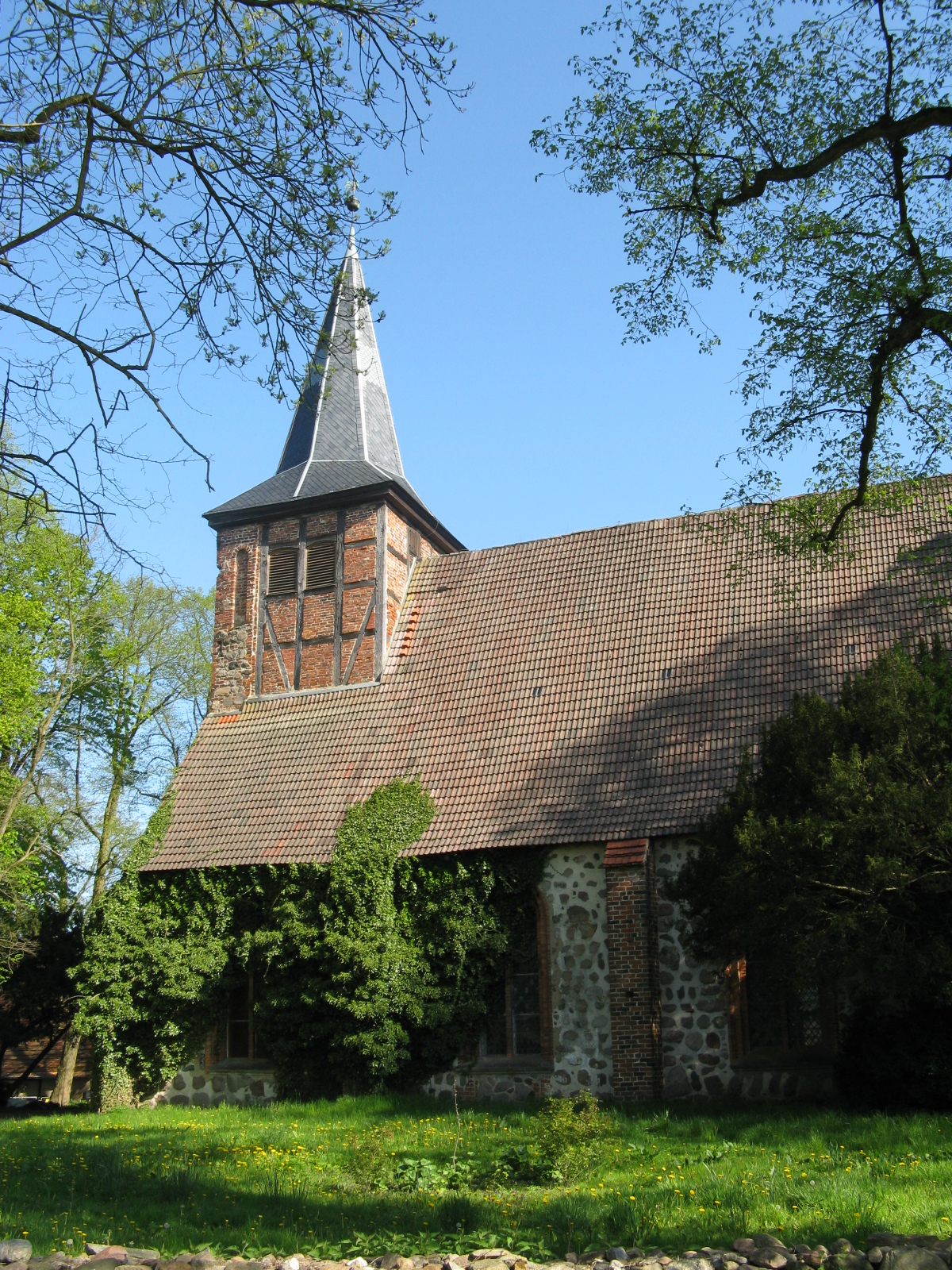